# Apolinario Mabini
Apolinario Mabini y Maranan (Talaga, barrio de Tanauan, provincia de Batangas Imperio español, 23 de julio de 1864 - Manila, 13 de mayo de 1903) llamado El sublime paralítico es recordado como uno de los próceres de la revolución filipina. Escribió la constitución de la breve república (entre 1898 y 1899) que se instituyó en el país. 

## Biografía
Nació en el municiopio de Talaga en la provincia de Batangas, hijo del matrimonio formado por Inocencio Mabini y Dionisia Maranan. Miembro de una familia humilde, Mabini, cuando era joven,  estudió en una escuela en Tanawan, dirigida entonces por Simplicio Avelino. 
En 1892 se unió a la logia masónica, adoptando el nombre de Katabay. Se trasladó a una escuela dirigida por el famoso pedagogo, padre Valerio Malabanan. En 1893 formó parte del grupo que intentó reactivar la Liga Filipina. Continuó sus estudios en el instituto San Juan de Letrán donde recibió sus títulos de Bachiller de Artes y profesor de Latín y en la Universidad de Santo Tomás donde recibió su diploma en leyes en 1894 y ejerció como notario. Pero su sueño de defender a los pobres lo llevó a abandonar definitivamente el sacerdocio al cual había ingresado siguiendo los deseos de su madre.

### Parálisis

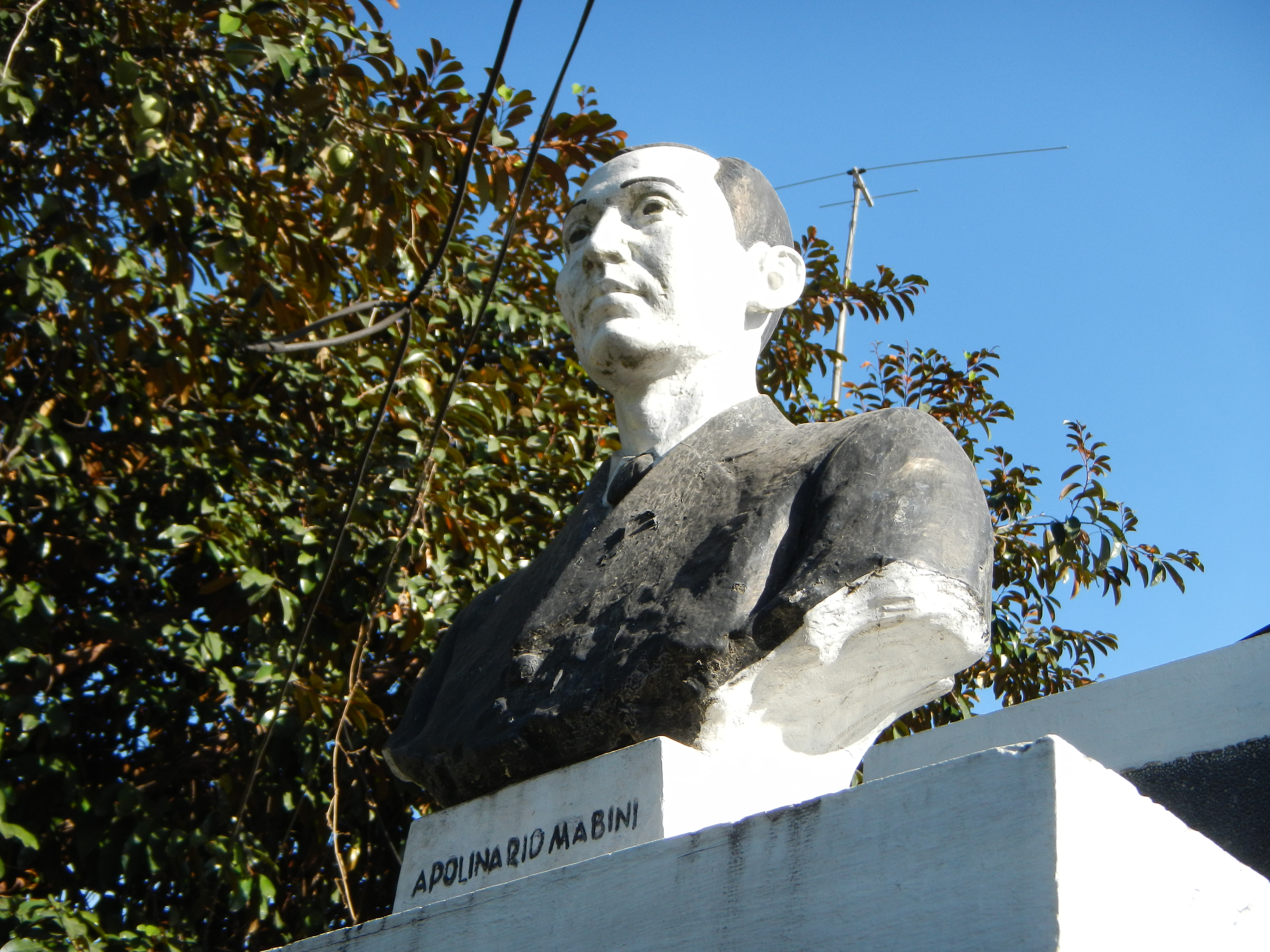
Busto de Mabini en Nampicuan, Nueva Ecija

En 1896, enfermó probablemente de poliomielitis, lo que provocó la parálisis de sus miembros inferiores. Cuando la revolución estalló ese mismo año, las autoridades españolas, sospechando que  estaba implicado de alguna manera en los disturbios, lo arrestaron. Sin embargo, resultó evidente debido a su enfermedad que los españoles habían incurrido en una equivocación. Lo liberaron y fue enviado al hospital de San Juan de Dios.

### El futuro de Filipinas
En abril de 1898 escribió un análisis sobre el futuro de Filipinas en el caso en que España fuera derrotada en la Guerra hispano-americana y las Filipinas fueran cedidas a los Estados Unidos. Este análisis llegó a manos de la junta de gobierno en el exilio dirigida por Agoncillo en Hong Kong, y de allí se recomendó que el general Emilio Aguinaldo lo tomara como consejero. Debido a su enfermedad, Mabini debió ser transportado en hamaca desde los Baños, donde estaba de reposo, hasta Kawit. Aguinaldo, tras percatarse de la condición física de Mabini, pensó que había incurrido en una equivocación al llamarlo para trabajar a su lado, pero rápidamente se percató de su valor, convirtiéndose en su más seguro consejero.

## Principales logros
Entre los principales logros de Mabini se encuentran:
- La abolición de la dictadura establecida por el gobierno de Aguinaldo y su transformación en un gobierno revolucionario.
- La organización en municipios, provincias, la judicatura y la fuerza policial.
- Establecimiento del registro civil de la propiedad.
- Regulación de la actividad de los militares.
- Participación en el gabinete del presidente Aguinaldo como Ministro de Asuntos Exteriores y redacción de los bosquejos de los decretos de Aguinaldo.
- La autoría de El Verdadero Decálogo como texto para exaltar el espíritu patriótico.

## Captura por los norteamericanos
El 10 de diciembre de 1899 fue capturado por los norteamericanos y más adelante liberado. En 1901, lo exiliaron a Guam pero volvió a las Filipinas en 1903 tras jurar lealtad a los Estados Unidos el 26 de febrero ante el agente de aduanas.
El 13 de mayo de 1903 Mabini murió de cólera en Manila.

## Reconocimiento
El municipio de Balin caguín situado en la provincia de Pangasinán fue renombrado como Mabini en honor de Apolinario Mabini.